# フムロン
フムロン（humulone、α-lupulic acid）は、成熟ホップ（Humulus lupulus）に含まれる苦味化学物質の一つである。フムロンは、ビールに特徴的な苦味を与えるα酸として知られている化合物群の一般的な物質である。

## 化学
構造的に、フムロンは3つのイソプレノイド側鎖を有するフロログルシノール誘導体である。2つの側鎖はプレニル基であり、1つはイソバレリル基である。

## イソフムロン
醸造過程の間、フムロンはcis- ならびにtrans-イソフムロンへと分解する。これらの「α酸」は沸騰過程でも残るが、数多くの酸化誘導体が生成する。これらのiso-α酸は、醸造過程におけるpHレベルで、フムロンよりもかなり安定である。

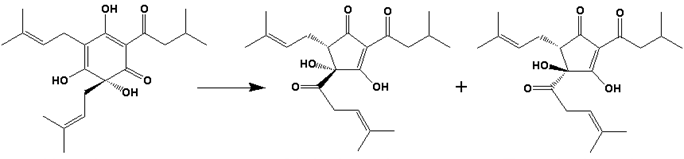
フムロンのcis- ならびにtrans-イソフムロンへの異性化

## 実験室での合成
フムロンは、イソバレリルクロリドを用いた1,2,3,5-テトラヒドロキシベンゼンのアシル化によって合成できる。続く1-ブロモ-3-メチル-2-ブテンを用いたプレニル化によってフムロンが得られる。
C6H2(OH)4 + (CH3)2CHCH2COCl → C6H(OH)4COCH2CH(CH3)2
C6H(OH)4COCH2CH(CH3)2 + 2 CH2BrC4H7 → C21H30O5

## 生合成
ホップにおけるフムロンの生合成は、イソバレリルCoA1ユニットとマロニルCoA3ユニットを基質とするフロロバレロフェノン合成酵素（phlorovalerophenone synthase）の反応によって開始される。この変換により、3-メチル-1-(2,4,6-トリヒドロキシフェニル)ブタン-1-オンが得られる。次に、デオキシキシルロース経路から得られるジメチルアリル二リン酸によるプレニル化によりフムロンが生成する。
isovaleryl-CoA + 3 malonyl-CoA → 4 CoASH + 3 CO2 + 3-methyl-1-(2,4,6-trihydroxyphenyl)butan-1-one
3-methyl-1-(2,4,6-trihydroxyphenyl)butan-1-one + 2 DMAPP →C21H30O5

## 生物学的性質
これまでの研究から、フムロンは抗菌、抗酸化、シクロオキシゲナーゼ-2阻害活性を含む様々な生物活性をin vitroで示すことが明らかにされている。